# Nova Pádua
Nova Pádua é um município brasileiro do estado do Rio Grande do Sul. O nome do município é uma homenagem à cidade italiana de Pádua.

## Cidades-irmãs
- Fontaniva, Pádua, Itália